# Euonymus angulatus
Euonymus angulatus là một loài thực vật thuộc họ Celastraceae. Đây là loài đặc hữu của Ấn Độ. Chúng hiện đang bị đe dọa vì mất môi trường sống.